# Calotes medogensis
Calotes medogensis är en ödleart som beskrevs av  Zhao och LI 1984. Calotes medogensis ingår i släktet Calotes och familjen agamer. IUCN kategoriserar arten globalt som otillräckligt studerad. Inga underarter finns listade.